# Knud Poulsen (teaterdirektør)
 Der er flere personer med dette navn, se Knud Poulsen.
Knud Ivendorff Poulsen (født 15. juni 1920 i Fjerritslev, død 2. august 2003) var en dansk journalist, forfatter, oversætter og teaterdirektør mm.
Poulsen debuterede som journalist ved Aftenbladet i 1940. Kom siden til Nationaltidende og Politiken. Radiokommentator 1963-1964. Fra 1966 var han dramaturg ved Det Ny Teater og fra 1969 var han direktør for selvsamme teater.
Han har som forfatter været med til at skrive flere revyer samt monologer til Ebbe Rode. Desuden virkede han som konsulent i DR's underholdningsafdeling.
Knud Poulsen blev i 1957 gift med museumsdirektør Hanne Finsen.